# Solem Ridge
Solem Ridge ist ein verschneiter, gebogener, 1800 m hoher und 6 km langer Gebirgskamm im Palmerland auf der Antarktischen Halbinsel. Er ragt 16 km nordnordöstlich des Mount Jackson auf.
Der United States Geological Survey kartierte ihn 1974. Das Advisory Committee on Antarctic Names benannte ihn 1976 nach Leutnant Lynn D. Solem von der United States Navy, Arzt auf der Amundsen-Scott-Südpolstation im Jahr 1972.